# 国鉄トラ70000形貨車
国鉄トラ70000形貨車（こくてつトラ70000がたかしゃ）は、日本国有鉄道（国鉄）が1967年（昭和42年）から製作した 17 t 積の貨車（無蓋車）である。

## 概要
1940年代 - 1960年代に製作されたトラ6000形・トラ30000形などの長尺物対応半鋼製無蓋車（通称「長トラ」）を淘汰する目的で開発され、1967年（昭和42年）から1969年（昭和44年）までに5,100両（トラ70000 - トラ75099）が製作された。国鉄が開発・製作した二軸無蓋車の最終形式で、同様に旧型車の淘汰目的で開発された短尺（コトラ）系のトラ55000形とともに大量に製作され、各地で汎用的に使用された。国鉄末期には鉄道貨物輸送の相対的な比重低下・車扱貨物輸送の縮小、コンテナ輸送の進展などから在籍数は漸減していき、1987年（昭和62年）4月の国鉄分割民営化時には特定運用に限定使用する少数の車両のみJR各社に承継された。
日本貨物鉄道（JR貨物）の所属車は2003年（平成15年）までに全車が廃車され、その後も旅客会社に承継されたイベント車両や事業用目的の車両が残存していたが、2018年（平成30年）までにJR各社からは全廃となった。

## 構造
車体は全鋼製で、基本寸法はトラ30000形と同一である。また、車体幅は社線への乗り入れを考慮して、旧車両限界を適用している。
妻面やあおり戸にはプレス鋼板が用いられているが、床面にはポイントやカーブなどを通過する際に積荷が転動するのを防ぐ目的で幅方向に4か所木材が埋め込まれている。この埋木と台枠が干渉するため中梁がトラ55000形の物より細いものになっている。そのため埋木が無い部分と隙間ができるのでその個所にはプレス鋼板製の受けが入っている。
積載荷重は 17 t で、積載品目による荷重の制限はない。
懸架装置に二段リンク式を採用して 75 km/h での営業走行を可能とし、1968年（昭和43年）10月1日施行の白紙ダイヤ改正（通称:ヨンサントオ）で予定された貨物列車の運転速度向上に対応した。ブレーキ装置は自動空気ブレーキのほか足踏みテコ式の留置ブレーキを側面の両側中央部に備える。

## 製作時期別詳説
前期形
1967年（昭和42年）から1968年（昭和43年）にかけて4,650両（トラ70000 - トラ74649）が汽車製造（一部鉄道車輌とのグループ製作）、日立製作所、東急車輛製造（協三工業とのグループ製作）、日本車輌製造（輸送機工業とのグループ製作）、三菱重工業（舞鶴重工業とのグループ製作）で製作された。
後期形
1969年（昭和44年）に450両（トラ74650 - トラ75099）が 東急車輛製造（協三工業とのグループ製作）、日立製作所で製作された。車体の外観は前期形と変わらないが、床の埋木の配置が長手方向2列に変更されている。この変更により台枠との干渉が無くなったため、中梁のサイズが前期形より大きいものに変更されている。

## 運用の変遷
同時期に製作されたトラ45000形・トラ55000形などとともに、経年の進んだ木製無蓋車を淘汰しつつ、砂利・木材など濡損の懸念のない物資の輸送用として汎用的に使用された。一部には「あおり戸」を撤去して緊締装置を取り付け、コンテナの短距離輸送に用いた車両も存在した。貨物輸送体系の大規模な再構築がなされ、大量の貨車が淘汰された1984年2月の国鉄ダイヤ改正においても本形式は使用停止されず、継続して運用された。
1987年の国鉄分割民営化では、残存車を日本貨物鉄道（JR貨物）が承継したほか、イベント用の改造車や事業用として、東海旅客鉄道（JR東海）以外の旅客会社5社にも少数が承継された。JR貨物においても、コンテナ輸送の進展や荷主の輸送手段転換・輸送需要自体の消滅などにより本形式の使用機会は減少しており、特殊品目輸送用として少数が継続使用されるにとどまった。
JR貨物で本形式を用いた最後の運用事例は、横浜本牧駅（神奈川県）から渋川駅（群馬県）への工業塩輸送である。これは専用の FRP製容器を本形式に4個積載する方式で、本運用に使用する車両は側面に「塩積専用」の標記を付して区別した。本形式の老朽化と運転速度向上の要請から、30ft無蓋コンテナ UM30S 形 によるコンテナ車での輸送に切り替えられ、本形式での運用は2003年（平成15年）に終了している。同年度中に残存全車が除籍され、本形式のJR貨物所属車は消滅した。
2017年（平成29年）4月1日時点で、トロッコ列車用として改造された車両や事業用車としては九州旅客鉄道に3両が在籍するのみであり3両とも保留車であった。この3両も2018年2月から3月にかけて廃車され、JR各社においては全廃となった。このほか、除籍後に保線用の資材運搬車両として転用された車両も一部に存在する。改造の詳細については後述する。

### 譲渡車・保存車
貨車
- 1996年（平成8年）に3両（トラ73130, トラ73772, トラ74142）を譲受後、名古屋鉄道トラ70形（トラ71- トラ73）となる。2003年（平成15年）3月31日に廃車となった。

トロッコ車両

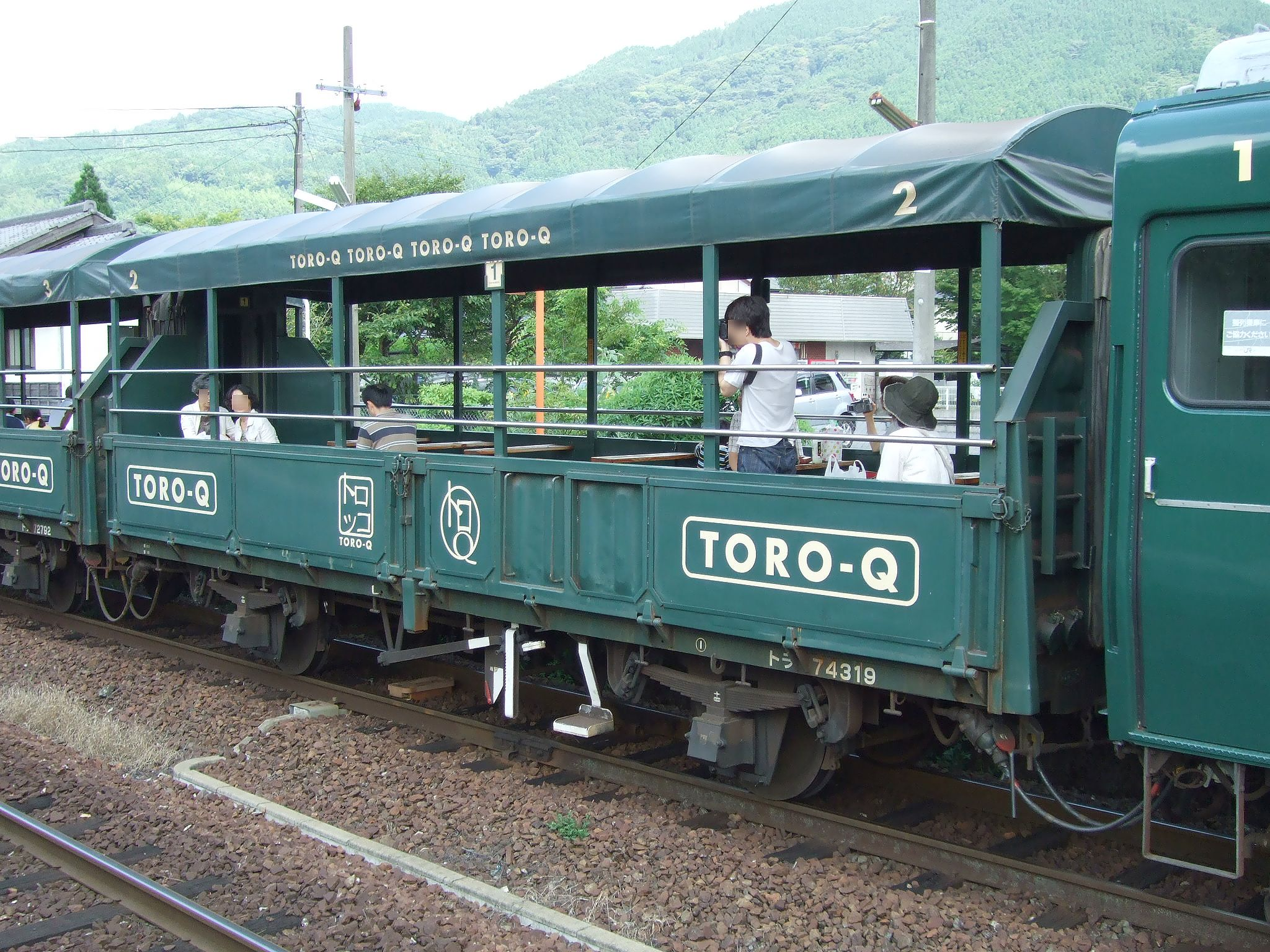
JR九州 トラ74319

- トラ71422 - 北海道旅客鉄道 「くしろ湿原ノロッコ号」「オホーツク流氷ノロッコ号」 → 「サロベツトロッコ号」に使用。2012年廃車。
- トラ72792、トラ74319、トラ74858 - 九州旅客鉄道「アドベンチャー号」 → 「TORO-Q」(大分鉄道事業部大分車両センター所属で保留車となっていたが、2018年2月から3月にかけて廃車。)
- トラ70942、トラ73938 - 島原鉄道に譲渡、トラ701、トラ702と改番、「島鉄ハッピートレイン」に使用[2] → 平成筑豊鉄道に譲渡、門司港レトロ観光線でトラ701・702として使用[3]。
- トラ73825、トラ74135 - 南阿蘇鉄道に譲渡、トラ70001、トラ70002と改番、「ゆうすげ号」に使用[4]。

保存車
| 画像 | 番号                          | 所在地                                   | 備考 |
| ---- | ----------------------------- | ---------------------------------------- | ---- |
|      | トラ72568                     | 北海道三笠市三笠鉄道記念館               |      |
|      | トラ73611                     | 鳥取県八頭町個人所有                     |      |
|      | トラ74509                     | 北海道津別町 北見相生駅跡                |      |
|      | トラ72379 トラ74778 トラ75013 | 山梨県韮崎市韮崎運動公園                 |      |
|      | トラ74753                     | 埼玉県朝霞市陸上自衛隊朝霞駐屯地輸送学校 |      |
|      | トラ74954 トラ75083           | 栃木県真岡市真岡鉄道真岡駅               |      |

1. ↑  「JR旅客各社の車両配置表」『鉄道ファン』2018年7月号、交友社。
2. ↑  『鉄道ピクトリアル』通巻678号p68
3. ↑  『鉄道車両年鑑2010年版』p19
4. ↑  『ローカル私鉄車輌20年』p163